# Clusia elliptica
Clusia elliptica är en tvåhjärtbladig växtart som beskrevs av Carl Sigismund Kunth. Clusia elliptica ingår i släktet Clusia och familjen Clusiaceae. Inga underarter finns listade i Catalogue of Life.